# Karl von Ditmar

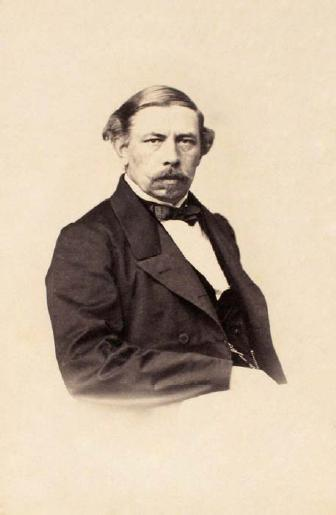
Karl von Ditmar

Karl von Ditmar (Russisch: Вольдемар Фридрих Карл фон Дитмар, Voldemar Fridrich Karl von Ditmar) (Vana-Vändra (gouvernement Lijfland), 3 september [O.S. 22 augustus] 1822 - Derpt, 15 april [O.S. 3 april] 1892) was een Baltisch-Duitse ontdekkingsreiziger en natuuronderzoeker. Hij geldt als een van de belangrijkste onderzoekers van het schiereiland Kamtsjatka uit de 19e eeuw.

## Opleiding
Karl von Ditmar werd geboren als enig kind van landheer Woldemar Friedrich Karl von Ditmar (1794-1826) en zijn vrouw Charlotte Ditmar uit Vana-Vändra in de huidige Estse provincie Pärnumaa. Zijn vader was privaatdocent Romeins, Lijflands en Strafrecht aan de Universiteit van Dorpat, het huidige Tartu. Op vierjarige leeftijd overleed zijn vader en voedde zijn toen 22-jarige moeder hem verder alleen op.
Von Ditmar studeerde van 1832 tot 1840 aan een privé-gymnasium in Võru, waar hij theologie, Duits, Russisch, Frans, Latijn en Grieks, geometrie, aritmetica, geschiedenis, geografie en natuurlijke historie volgde. Vervolgens volgde hij van 1841 tot 1846 achtereenvolgens de studies economische wetenschappen (landbouw) en geologie aan de Universiteit van Dorpat, waar de wetenschap en de lesstof zich in die tijd op een aanzienlijk hoger niveau bevond dan op andere universiteiten in het Russische Rijk. Hij was niet van onbesproken gedrag; uit archieven blijkt dat hij regelmatig in de strafkamer zat en in februari 1844 werd hij van de universiteit getrapt nadat hij had gevochten met iemand uit Dorpat. In augustus kon hij terugkomen op de universiteit om zijn studie verder af te ronden. Zijn grote liefde was de mineralogie, waarin hij veel tijd stak. Begin 1846 werd hij door geoloog Hermann Abich uitgenodigd om hem te komen helpen bij zijn onderzoekswerkzaamheden in de Kaukasus, maar von Ditmar sloeg dit aanbod af aangezien hij bezig was met afstuderen. Hij studeerde vervolgens af op de onderwerpen geologie, mineralogie en paleontologie en schreef zijn scriptie over een rondgang door de geschiedenis van de ontwikkeling van de Geologie in de Baltische provincies, waarvoor hem de titel van kandidat naoek werd verleend.
Van 1846 tot 1848 volgde hij vakken aan de Universiteit van Leipzig, de Bergakademie Freiberg en aan de Friedrich-Wilhelms-Universiteit in Berlijn bij Gustav Rose. Tussen 1846 en 1848 maakte hij ook een groot aantal reizen door Duitsland, Italië, Frankrijk en Zwitserland. In augustus 1848 keerde hij terug naar Lijfland en vervolgens naar Sint-Petersburg, waarbij hij aanbevelingsbrieven meekreeg van A. von Schrenck (oudere broer van Leopold von Schrenck) voor de adjunct van de Sint-Petersburgse Academie van Wetenschappen; de bekende Siberië-onderzoeker Alexander von Middendorff.

## Reis naar Kamtsjatka
In 1850 kreeg von Ditmar een uitnodiging van Nikolaj Moeravjov, de gouverneur-generaal van Oost-Siberië en de militaire gouverneur van die regio, om een geologische bergexpeditie naar Kamtsjatka te ondernemen. Von Ditmar werd bij zijn opdracht ondersteund door von Middendorff.
Onderweg van West-Europa naar Siberië deed von Ditmar onder andere diepteonderzoek in Jakoetsk en onderzocht westelijker gelegen plooiingen in het Siberische landschap. Voor het aanbreken van de winter van 1851 bereikte von Ditmar, samen met twee begeleidende soldaten, Kamtsjatka. Eenmaal aangekomen verzwaarden het klimaat en het ontoegankelijke landschap het werk van de expeditie. Het vervoer vond bij gebrek aan wegen vooral plaats over de rivieren. Daarnaast moest het Centraal Gebergte overwonnen worden. Hij bezocht tijdens zijn reizen de westelijke en oostelijke kusten van het schiereiland, de vallei van de Kamtsjatkarivier en het schiereiland Tajgonos. Tussen 1851 en 1854 ondernam von Ditmar 9 grotere en kleinere onderzoeksreizen door Kamtsjatka, tijdens welke hij zich met de geologische gesteldheid van Kamtsjatka en haar bodemschatten vertrouwd maakte. Daarnaast verzamelde hij veel botanisch en etnografisch materiaal. In zijn dagboeken beschreef hij op gedetailleerde wijze zijn impressies. Tijdens de reis terug van 1855 tot 1856, verrichtte hij korte tijd geologisch onderzoek in Priamoerje. In 1856 publiceerde hij de eerste geologische kaart van Kamtsjatka.

## Onderzoeksactiviteiten
Von Ditmar had vooral veel interesse voor het vulkanisme op Kamtsjatka. Hij dacht dat de vulkanen door een tunnel met elkaar in verbinding stonden. Von Ditmar benoemde zelf ook 17 vulkanen die tot dan toe nog niet ontdekt waren door de Europeanen. De uitbarsting van de vulkaan Avatsjinskaja Sopka op 27 mei 1855 beschreef hij uitvoerig.
In de zomer van 1858 verbleef von Ditmar in Berlijn, waar hij zijn verslagen en onderzoeksresultaten bediscussieerde met prominente geologen en mineralogen uit die tijd. Velen waren geïnteresseerd in zijn verzameling. Zijn verzameling gesteenten leende hij aan het Mineralogiemuseum in Sint-Petersburg, waar ze onderdeel vormden van de petrologische verzameling met een volledige catalogus van Alexander von Humboldt. Na de dood van von Humboldt een jaar later gold de verzameling echter lange tijd als vermist en werd pas veel later weer teruggevonden in Berlijn.
Von Ditmars etnografisch onderzoek op Kamtsjatka was ook van groot belang. Hij beschreef de manieren en gebruiken van de oorspronkelijke inwoners van Kamtsjatka, waaronder met name de Itelmenen en Korjaken, die reeds door von Ditmar als sterk gerussificeerd beschreven werden, alsook de Tsjoektsjen. Hij was de eerste die de taalverwantschap tussen het Tsjoektsjisch en het Korjaaks bewees. Na Stepan Krasjeninnikov was hij de tweede die een dergelijke reis naar Kamtsjatka had ondernomen.

## Terugkeer naar Lijfland
In 1851 verkreeg von Ditmars moeder voor haar zoon het landgoed Kerro in het kerspel Vändra. Daar trok Ditmar zich terug na zijn terugkeer uit Kamtsjatka. In februari 1858 trouwde hij met V. Sjtakelberg. Zijn landgoed verzekerde hem van een stabiel inkomen, maar zorgde er ook voor dat hij nauwelijks tijd overhield om zijn aantekeningen uit Kamtsjatka uit te werken. Hij werkte in zijn bosbouw, kocht stoomlocomotieven aan, diende als rechter in het landgericht van Pernov en als inspecteur op de school van Pernov. Hij dacht aan de werkzame bevolking op zijn landgoed en liet voor hun kinderen een school bouwen en stichtte er ook het eerste internaat van Lijfland.
Begin jaren 80 kreeg von Ditmar problemen met zijn hart. Tot 1887 schreef hij nog een enkel artikel over zijn reis naar Kamtsjatka en hield hij een aantal voordrachten. Zijn gezondheid liet hem echter steeds vaker in de steek en om die reden verbleef hij steeds vaker in Derpt, waar hij vanaf 1887 de meeste tijd verbleef en waar hij zich weer aan de wetenschap begon te wijden. Hij besloot zijn onafgemaakte werk uit Kamtsjatka weer op te pakken en uiteindelijk, na het verwerken van het verzamelde geografische, geologische, biologische en etnografische materiaal en bijna 35 jaar na het verlaten van Kamtsjatka, publiceerde von Ditmar dan zijn monografie over zijn ontdekkingsreizen in februari 1890; "Reis en verblijf in Kamtsjatka van 1851 tot 1855" (Duits: Reisen und Aufenthalt in Kamtschatka in den Jahren 1851 - 1855, Russisch: Поездки и пребывание в Камчатке в 1851–1855 годах; Pojezdki i prebyvanieje v Kamtsjatke v 1851-1855 gorach) bij de Sint-Petersburgse Academie van Wetenschappen. In zijn monografie toonde hij zich een meester in gedetailleerde landschaps- en natuurbeschrijvingen en een goede tekenaar.
In 1892 stierf von Ditmar en werd in Dorpat (waarvan de naam een jaar later in Joerjev werd veranderd) begraven. Het tweede deel van zijn monografie verscheen pas postuum in 1900. Een vulkaan in Kamtsjatka met een hoogte van 1297 meter is naar hem vernoemd. Ook draagt een door hem beschreven soort van de wilde hyacint; de Platanthera ditmariana (of Orchestia ditmari) zijn naam. Deze plant komt veel voor aan de zeekusten en aan de rand van relictmeren in Kamtsjatka, Zuid-Sachalin, de Zuidelijke Koerilen en Hokkaido.

## Werken
- Beiträge zur Kenntniss des Russischen Reiches und der angränzenden Länder Asiens. Reeks 3. Heruitg. van Leopold von Schrenck en Carl Johann Maximowicz. Band 7. Reisen und Aufenthalt in Kamtschatka in den Jahren 1851 - 1855 / Karl von Ditmar. Deel 1. Historischer Bericht nach den Tagebüchern. Sint-Petersburg: Keizerlijke Academie van Wetenschappen, 1890.
- Beiträge zur Kenntniss des Russischen Reiches und der angränzenden Länder Asiens. Reeks 3. Heruitg. von Leopold von Schrenck en Carl Johann Maximowicz. Band 8. Reisen und Aufenthalt im Kamtschatka in den Jahren 1851 - 1855 / Karl von Ditmar. Deel 2. Allgemeines über Kamtschatka. Afd. 1. Sint-Petersburg: Keizerlijke Academie van Wetenschappen, 1900 (postuum).

Beide delen werden herdrukt in 1970.